# Ei Arnold!
Ei Arnold! és una sèrie de televisió animada nord-americana creada per Craig Bartlett que es va emetre a Nickelodeon del 7 d'octubre de 1996 al 8 de juny de 2004. És protagonitzada per l'alumne de quart de primària Arnold Shortman, que viu amb els seus avis a la ciutat fictícia de Hillwood. Els episodis se centren en les experiències del protagonista i la seva colla d'amics a la ciutat, i les seves boges trapelleries.
Aquesta sèrie ha estat doblada al català i estrenada al canal de televisió K3 (al bloc Club Super3) el 15 de desembre de 2003.

## Argument
L'Arnold és un nen de nou anys. Viu amb els seus avis, Phil i Pookie, al poble de Hillwood City, al barri de Vine Street. Aquests últims són els gestors d'una pensió, que té molts llogaters.
L'Arnold va a l'escola del seu barri, amb els seus molts amics. El seu millor amic és Gerald Johanssen i acompanya l'Arnold en la majoria de les seves aventures. Entre els altres amics de l'Arnold, trobem en Sid, Stinky, Eugene, Harold, Phoebe i Helga Pataki, que diu odiar-lo, mentre que està secretament enamorat d'ell. Les aventures de l'Arnold transcorren al seu barri, i els temes tractats són els esports, l'escola i també la família, perquè l'Arnold busca descobrir coses dels seus pares desapareguts des de la seva infantesa.

## Repartiment
| Personatge             | Veu original                                                              | Veu catalana   |
| ---------------------- | ------------------------------------------------------------------------- | -------------- |
| Arnold                 | Lane Toran, Phillip Van Dyke, Spencer Klein i Alex D. Linz                | Núria Domènech |
| Gerald                 | Jamil Walker Smith                                                        | Roser Aldabó   |
| Helga Geraldine Pataki | Francesca Marie Smith                                                     | Núria Trifol   |
| Harold Berman          | Justin Shenkarow                                                          | Vicky Martínez |
| Sid                    | Sam Gifaldi i Taylor Gifaldi                                              | Gemma Ibáñez   |
| Eugene Horowitz        | Christopher Castile, Jarrett Lennon, Benjamin Diskin i Blake McIver Ewing | Geni Rey       |
| Gran Bob Pataki        | Maurice LaMarche                                                          | Pep Ribas      |
| Sr. Green              | James Keane                                                               | Eduard Doncos  |

## Producció
Craig Bartlett, el creador de la sèrie, va néixer a Seattle, Washington, que va utilitzar com a inspiració per al teló de fons de "Ei Arnold!". Durant l'escola secundària i la universitat, va estudiar pintura i escultura al Museum Art School de Portland. Originalment, Bartlett tenia la intenció de convertir-se en pintor "en el sentit del segle XIX", però es va interessar per l'animació durant un viatge a Itàlia. El seu primer treball de postgrau va ser a Will Vinton Productions, un estudi d'argila a Portland.
El 1987, Bartlett es va traslladar a Los Angeles, on es va unir a un equip que desenvolupava retalls de fang per al programa de televisió "Pee-wee's Playhouse". Els segments curts es van centrar en un personatge anomenat Penny i el seu amic Arnold. Més tard, Bartlett va fer tres curtmetratges d'Arnold: "Arnold Escapes from Church (1988)", "The Arnold Waltz (1990)" i "Arnold Rides a Chair (1991)", aquest últim es va emetre com a curtmetratge a "Barri Sèsam" el 1991. El mateix any, les tires còmiques d'Arnold també van aparèixer a la revista "Simpsons Illustrated" del cunyat de Bartlett, Matt Groening, el creador d'"Els Simpson".
Més tard, Bartlett es va incorporar al personal de "Quatre grapes", on va exercir com a editor de contes durant tres anys. L'any 1993, es va unir amb cinc escriptors de "Quatre grapes" per desenvolupar projectes d'animació per a Nickelodeon. Aquestes reunions eren generalment difícils i els escriptors es van frustrar; Bartlett va recordar: "Les nostres idees estaven bé, però un grup tan gran i abigarrat no podia arribar lluny a les reunions de presentació. Els executius de la xarxa tenien migranyes només comptant-nos amb nosaltres entrant per la porta". Com a últim recurs, Bartlett va reproduir algunes de les cintes dels curts de Penny, amb la intenció de destacar el personatge de Penny. Tanmateix, els executius van quedar més impressionats per Arnold, malgrat la seva condició de personatge secundari. Després de la reunió, el grup va començar a desenvolupar Arnold, creant la seva personalitat. Bartlett va declarar: "Vam parlar molt de qui és Arnold. Ens va ocórrer un heroi reticent que segueix sent responsable de resoldre alguna cosa, prendre les decisions correctes, fer el correcte". Després de crear idees per a Arnold, Bartlett va començar a treballar en els personatges secundaris, inspirant-se en la seva infància: "Molts dels personatges són una amalgama de persones que vaig conèixer quan era petit. Les noies d'"Ei Arnold!" són noies que o m'agradava o no m'agradava quan estava a l'escola".
L'any 1994, Bartlett va començar a treballar en l'episodi pilot de la sèrie. Un any més tard, la xarxa va decidir començar a treballar en la sèrie. L'episodi pilot de deu minuts, titulat "Arnold", es va projectar als cinemes el 10 de juliol de 1996, abans del primer llargmetratge de Nickelodeon Movies, la seva adaptació de "Harriet the Spy".
La sèrie va ser la primera sèrie d'animació de Nickelodeon que comptava amb nens amb la veu de nens reals en lloc d'adults. Com a resultat d'això, molts dels personatges infantils, inclòs el mateix Arnold, van ser refundats almenys una vegada al llarg del programa, a causa que els actors infantils van arribar a la pubertat. Una excepció notable a això va ser Jamil Walker Smith, la veu de Gerald. Després que la veu de Smith va canviar, es van fer audicions per a un nou actor, però la tripulació va considerar que cap d'ells era un substitut adequat. Com a resultat, Smith es va mantenir com la veu de Gerald, la veu del qual va canviar posteriorment a l'univers amb l'episodi "Gerald's Tonsils".
La producció de la sèrie es va completar el 7 de desembre de 2001. Els episodis de l'última temporada es van publicar durant quatre anys, començant el 4 de març de 2000. La sèrie va emetre el seu episodi final, sense anunciar, el 8 de juny de 2004.